# Золотистобурый мышиный лемур
Золотистобурый мышиный лемур (лат. Microcebus ravelobensis) — вид мышиных лемуров. Эндемик Мадагаскара.

## Описание
Был выделен в отдельный вид по совокупности морфологических и генетических признаков. Шерсть на спине золотисто-коричневая, на брюхе светло-жёлтая. Посередине морды полоса белой шерсти от лба к носу. Вес от 40 до 70 грамм в зависимости от сезона. Внешне представители вида напоминают серого мышиного лемура (Microcebus murinus), отличаясь от них более длинным и тонки хвостом. В отличие от Microcebus murinus эти приматы передвигаются по лесу скачками. Длина тела составляет около 9 см, длина хвоста 13 см. Имеют крупные тёмные глаза и большие уши, которые обеспечивают острый слух. На втором пальце каждой ноги есть специальный изогнутый ноготь.

## Распространение
Встречаются в сухих листопадных лесах национального парка Анкарафанцика в северо-западном Мадагаскаре. Разделяет ареал с серым мышиным лемуром, с которым у него симпатрия. Эти два вида занимают разные экологические ниши в своём ареале. Золотистобурые мышиные лемуры предпочитают низинные влажные места, близкие к источникам воды, тогда как серые мышиные лемуры встречаются чаще на возвышенностях и в более сухих участках леса дальше от источников воды.

## Размножение
Период спаривания приходится на октябрь–ноябрь. Для привлечения самки самец поёт её песни и использует свой запах. Беременность длится 60–62 дня, самка рожает одного детеныша дважды в год. Кормление грудью длится 5–6 недель. Первые несколько недель жизни детеныши цепляются за живот матери, затем забираются на её спину, к 2–3 месяцам начинают передвигаться самостоятельно и к 6 месяцам становятся полностью независимыми. Половое созревание наступает в возрасте от 1 до 2 лет (у крупных самок — с 9 месяцев).

## Поведение
Ночные животные. Спят на ветвях деревьев или в гнёздах из лиан и опавшей листвы. Среда обитания распределена между семейными группами, которые не проявляют территориального поведения. В исследованиях 2009 года (S. Thoren et al.) было показано, что гнёзда строят как кормящие, так и некормящие самки. Строительство гнезда происходит в первые ночные часы и занимает около одного часа. Гнёзда делаются из небольших веточек и опавшей листвы. В зависимости от сезона питаются фруктами, цветами, почками, листьями, нектаром, а также членистоногими, мелкими позвоночными и древесной смолой.